# Memrec
Memrec is een psychologische behandelmethode voor de behandeling van fobieën, PTSS en andere angststoornissen. De methode is gebaseerd op geheugenreconsolidatie – een neurobiologisch proces waarbij emotioneel geheugen tijdelijk vatbaar is voor verandering nadat het heropgeroepen is, en vervolgens opnieuw opgeslagen wordt in het langetermijngeheugen.

## Achtergrond
Memrec werd ontwikkeld in wetenschappelijk onderzoek onder leiding van de Nederlandse hoogleraar Experimentele klinische psychologie Merel Kindt aan de Universiteit van Amsterdam. De naam Memrec is een afkorting van het Engelse memory reconsolidation. De behandeling bestaat uit een korte reactivatie van een angst, direct gevolgd door toediening van een bètablokker, met als doel de reconsolidatie van de angst te beïnvloeden. De wetenschappelijke basis van Memrec ligt in fundamenteel geheugenonderzoek bij dieren.
Bij mensen met een angststoornis is in de hersenen een associatie ontstaan tussen een op zichzelf ongevaarlijke stimulus (zoals een spin of een kleine ruimte) en een gevoel van dreiging of gevaar. Zo'n netwerk van verbindingen wordt ook wel het angstgeheugen genoemd. Waar traditionele exposuretherapie gericht is op het aanleren van nieuwe associaties naast de bestaande angstverbindingen, richt Memrec zich op het veranderen van het angstgeheugen zelf.
De methode wordt toegepast in een klinische setting en is met name geschikt voor mensen die sterke lichamelijke angstreacties ervaren, ondanks de rationele overtuiging dat er geen werkelijk gevaar is.

## Werkwijze
De behandeling volgt vijf opeenvolgende stappen:
1. Reactivatie van het angstgeheugen: de patiënt wordt kort geconfronteerd met de angstprikkel (zoals een spin of kleine ruimte) in een gecontroleerde setting. Deze korte blootstelling activeert het angstgeheugen zonder dat er gewenning optreedt.
2. Een stap verder dan verwacht: Door een stap verder te gaan dan de patiënt normaal gesproken zou doen, wordt het geheugen tijdelijk labiel en vatbaar voor verandering. [2]
3. Toediening van een bètablokker:  Binnen het kritieke tijdvenster na reactivatie krijgt de patiënt een eenmalige bètablokker die de β-adrenerge receptoren in de hersenen blokkeert. Deze receptoren zijn normaal gesproken nodig voor de reconsolidatie (heropslag) van angstgeheugen. Door ze te blokkeren, wordt het opnieuw opslaan van het angstgeheugen verstoord.[3][4]
4. Slaap als versterkende factor:  Onderzoek wijst erop dat slaap een cruciale rol speelt bij het verwerken van de verandering in het angstgeheugen. Het effect van de behandeling wordt daarom pas zichtbaar na een nacht slapen.[5]
5. Test van het effect: De volgende dag wordt getest of de oorspronkelijke angstreactie is verdwenen of sterk verminderd. Uit onderzoek blijkt dat de behandeling in veel gevallen effectief is na één sessie, met resultaten die ook na langere tijd behouden blijven. [6]

## Toepassingen
Memrec wordt onder meer ingezet bij:
- Specifieke fobieën zoals vliegangst, hoogtevrees of spinnenfobie
- Paniekstoornis
- PTSS, ook bij veteranen[7]

## Vergelijking met andere behandelmethoden
Cognitieve gedragstherapie (CGT) en EMDR zijn internationaal erkende behandelmethoden voor angst- en traumagerelateerde klachten. CGT is evidence-based voor zowel angststoornissen als PTSS, en wordt algemeen beschouwd als de aanbevolen behandeling. EMDR wordt toegepast bij traumagerelateerde klachten en is evidence-based voor de behandeling van PTSS.
Memrec kan worden beschouwd als een specifieke toepassing binnen het bredere kader van cognitieve gedragstherapie, maar onderscheidt zich doordat het zich niet richt op cognitieve herstructurering of herhaalde blootstelling. In plaats daarvan richt de methode zich op het beïnvloeden van het  onderliggende angstgeheugen zelf via een neurobiologisch mechanisme. 

## Onderzoek en effectiviteit
Studies tonen aan dat het blokkeren van β-adrenerge receptoren tijdens de reconsolidatie van geheugen kan leiden tot een langdurige vermindering van angstreacties. Daarnaast blijkt uit onderzoek dat de effectiviteit mede afhankelijk is van het moment van toediening én van slaap, die een belangrijke rol speelt in het verwerken van de verandering.
De ontwikkeling van Memrec komt voort uit fundamenteel geheugenonderzoek bij dieren. In 2000 toonden Karim Nader, Glenn Schafe en Joseph LeDoux aan dat angstherinneringen na reactivatie tijdelijk labiel worden en opnieuw eiwitsynthese vereisen om geconsolideerd te worden. Door eiwitsynthese te blokkeren na activatie van de angst konden zij angstreacties bij ratten permanent verstoren, wat het reconsolidatieprincipe bevestigde.
Kindt en collega’s bouwden voort op deze inzichten door te onderzoeken of ook bij mensen reconsolidatie van angstgeheugen verstoord kon worden, zij het via een farmacologisch minder invasieve methode.  Uit verschillende klinische studies blijkt dat het blokkeren van β-adrenerge receptoren met een betablokker tijdens de reconsolidatiefase kan leiden tot een langdurige vermindering van angstreacties. Daarnaast blijkt de effectiviteit mede afhankelijk van het moment van toediening en de rol van slaap, die betrokken is bij het verwerken van de gewijzigde herinnering.